# Jan Christian Kaack

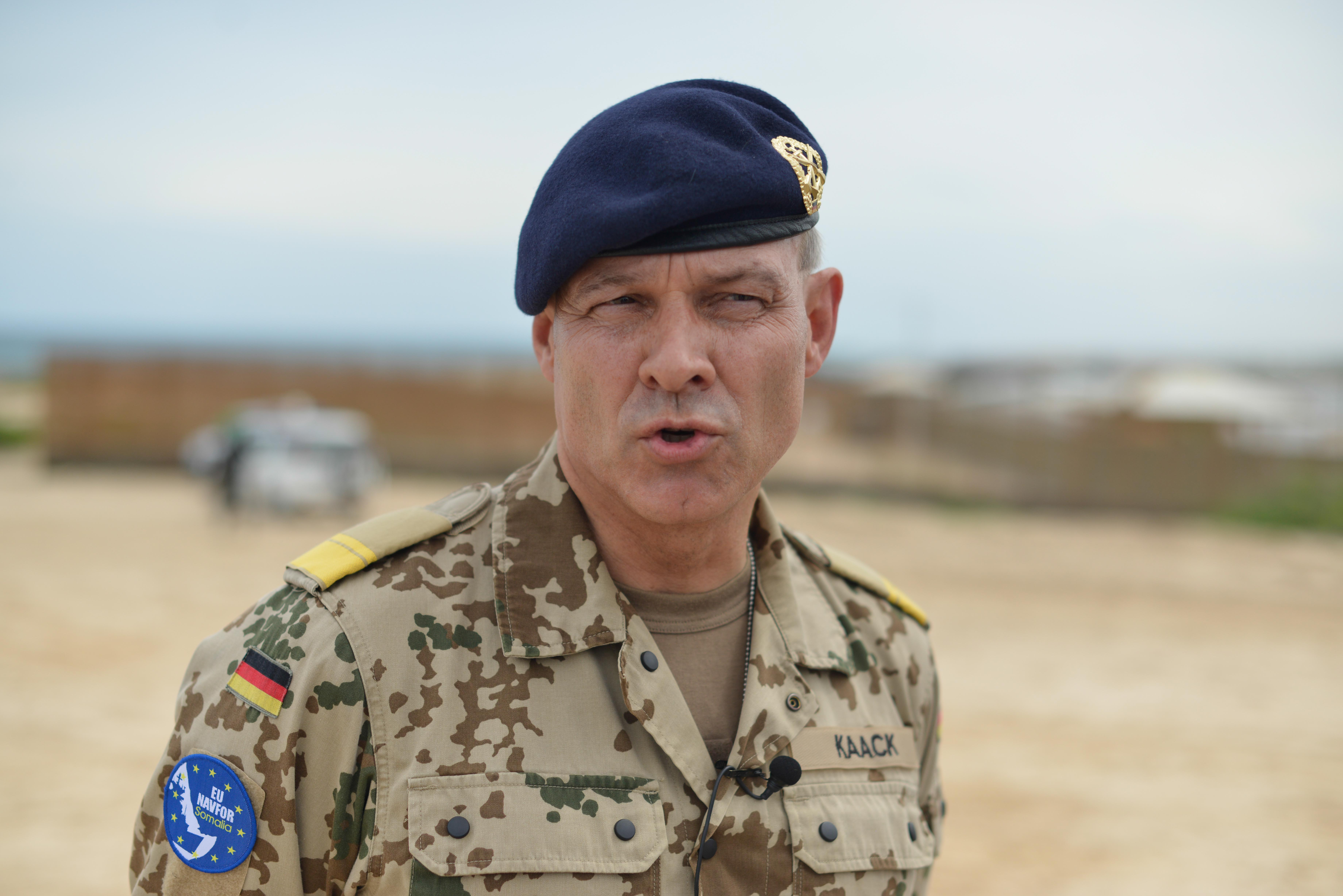
Jan Christian Kaack (2016) als Flottillenadmiral und Force Commander EU NAVFOR Somalia – Operation Atalanta

Jan Christian Kaack (* 24. Dezember 1962 in Eutin) ist ein Vizeadmiral der Deutschen Marine. Seit 2022 ist er Inspekteur der Marine.

## Militärische Laufbahn

### Ausbildung und erste Verwendungen
Jan Christian Kaack trat 1982 in die Bundesmarine ein und diente nach der Grundausbildung als Navigationsgast im 7. Schnellbootgeschwader in Kiel. Als Offizieranwärter der Crew VII/83 begann er seine Ausbildung zum Marineoffizier. Von 1984 bis 1987 schloss sich ein Studium der Wirtschafts- und Organisationswissenschaften  an der Universität der Bundeswehr Hamburg an. Es folgten Ausbildung und Einsatz im Bereich der Schnellbootflottille. Von September 1991 bis Juni 1992 war Kaack Einsatz- und Ausbildungsoffizier der französischen Marine an Bord des Schulschiffs Jeanne d’Arc in Brest, Frankreich. Von 1992 bis 1994 war er Kommandant der Schnellboote S 49 Wolf und S 50 Panther. Nach dem B-Lehrgang (Operation) war er von 1995 und 1997 Schiffseinsatzoffizier auf dem Zerstörer Rommel. Von 1997 bis 1999 nahm Kaack am Admiralstabsdienstlehrgang an der Führungsakademie der Bundeswehr in Hamburg teil.

### Dienst als Stabsoffizier
Von 1999 bis 2001 diente Kaack als Erster Offizier auf dem Zerstörer Mölders. Es schloss sich eine zweijährige Verwendung als Stabsoffizier in der NATO, Regionales Hauptquartier Alliierte Streitkräfte Europa Nord in Brunssum, Niederlande an. In der nächsten Funktion übernahm er von 2003 bis 2004 die Fregatte Bayern als Kommandant. Anschließend war er Referent im Führungsstab der Streitkräfte im Bundesministerium der Verteidigung (BMVg) in Berlin. Von 2006 bis 2007 absolvierte er die Ausbildung am US Naval War College in Newport, Rhode Island. Anschließend wurde er als Tutor der internationalen Admiralstabsausbildung an der Führungsakademie der Bundeswehr in Hamburg eingesetzt. Von 2008 bis 2012 war Kaack Stellvertretender Kommandeur und Chef des Stabes der Einsatzflottille 1 in Kiel. Anschließend war er bis 2014 Referatsleiter im Bundesministerium der Verteidigung, Abteilung Strategie und Einsatz, in Berlin. Es folgte eine weitere Referatsleitertätigkeit im Marinekommando Rostock (Abteilung Planung Konzeption).

### Dienst als Admiral
Von Mai 2015 bis April 2018 war Flottillenadmiral Kaack Kommandeur der Einsatzflottille 1 und Direktor des Centre of Excellence for Operations in Confined and Shallow Waters in Kiel. Von 23. März bis 6. August 2016 führte er gleichzeitig die Kräfte der EU NAVFOR Somalia – Operation Atalanta als Force Commander. Von Mai 2018 bis Juli 2019 war er Abteilungsleiter Einsatz des Kommandos Streitkräftebasis in Bonn. Damit verbunden war die Beförderung zum Konteradmiral. Vom 10. Juli 2019 bis zum 23. September 2021 war Kaack der Kommandeur des Joint Warfare Centre der NATO in Stavanger, Norwegen. Anschließend wurde er Stellvertreter des Inspekteurs der Marine und Befehlshaber der Flotte und Unterstützungskräfte. Ab dem 22. Januar 2022 führte er nach dem Rücktritt des Inspekteurs der Marine, Kay-Achim Schönbach, interimsweise die Deutsche Marine. Diese Aufgabe übernahm er am 11. März 2022 auch offiziell. In diesem Zusammenhang wurde er am 23. Februar 2022 zum Vizeadmiral befördert.

## Privates
Kaack ist verheiratet und hat zwei Töchter sowie einen Sohn.

## Auszeichnungen
- Medal for the support of the Armed Forces of Ukraine (22. Oktober 2024)[5]